# Bernd Kerschbaumer
Bernd Kerschbaumer (ur. 1965) – austriacki trójboista siłowy i strongman.
Pięciokrotny Mistrz Austrii Strongman.

## Życiorys
Bernd Kerschbaumer wziął udział w indywidualnych Mistrzostwach Świata Strongman 2000, Mistrzostwach Świata Strongman 2002 i Mistrzostwach Świata IFSA Strongman 2006, jednak nie zakwalifikował się do finałów. W Drużynowych Mistrzostwach Świata Strongman 2008 również nie zakwalifikował się do finału.
Mieszka w gminie Gröbming.
Wymiary:
- wzrost 193 cm
- waga 153 kg

Rekordy życiowe:
- przysiad 380 kg
- wyciskanie 270 kg
- martwy ciąg 370 kg

## Osiągnięcia strongman
- 2003
  - 8. miejsce – Mistrzostwa Europy Strongman 2003
- 2005
  - 3. miejsce – Grand Prix IFSA Danii
- 2008
  - 11. miejsce – Liga Mistrzów Strongman 2008: Subotica